# إس إيه آي جلوبال

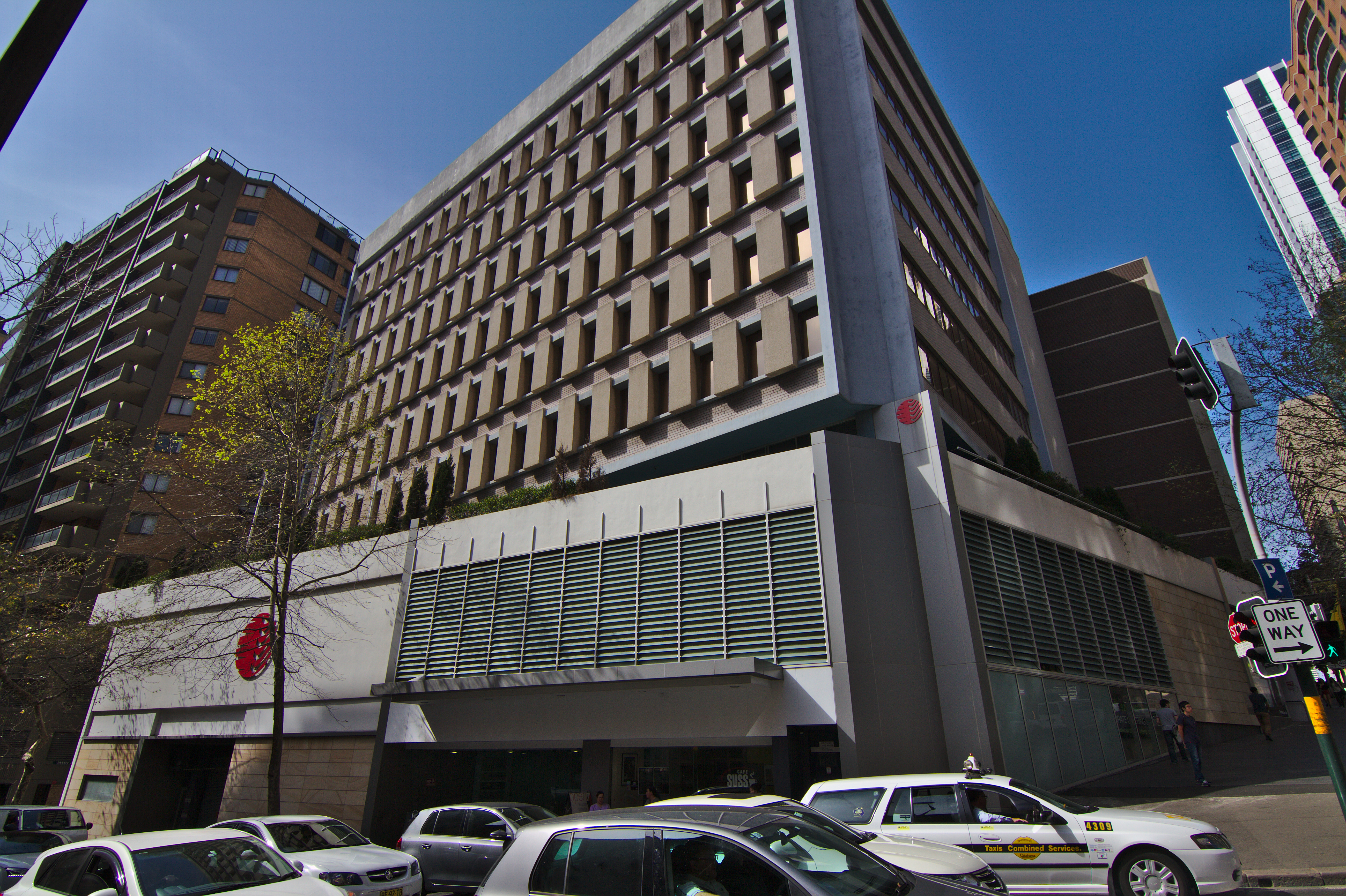
المقر الرئيسي في 286 شارع ساسكس، سيدني

إس إيه آي جلوبال (SAI Global) هي شركة تختص بإدارة المخاطر والامتثال للمعايير والمعلومات. تم طرحها في البورصة الأسترالية في  17 كانون الأول/ديسمبر 2003 مع حصة أولية قدرها 40% احتفظت بها المنظمة الأم Standards Australia؛ وقد تم بيع هذه الحصة تدريجيًا إلى أن وصلت إلى الصفر، وكانت ضمن الشركات المُدرجة في مؤشر ASX 200.
تقدم شركة إس إيه آي جلوبال قاعدة بيانات تجارية للمعايير الأسترالية تُسمّى "SAI Global - Standards Online"، وتشمل مسودات ومواد مساعدة، وهي متاحة في العديد من المكتبات الأسترالية.
وتتولى الشركة أيضًا إدارة Australian Business Excellence Awards؛ وهي جوائز وطنية للجودة في أستراليا.
تمتلكها الآن شركة Baring Private Equity Asia.

## روابط خارجية
- الموقع الرسمي (باللغة الإنجليزية)